# Tairō
Tairō, in giapponese 大老?, grande anziano, era una carica ufficiale di alto livello nel governo dello shogunato Tokugawa, più o meno paragonabile alla carica di primo ministro. Il titolo è anche tradotto come "reggente".
Il tairō presiedeva in caso di emergenza lo Hyōjōsho, consiglio di governo dei rōjū e massimo organo amministrativo e giudiziario dello shogunato. In genere, il titolare della carica era il principale responsabile delle politiche dello shogunato e garantiva al Giappone la presenza di un leader temporaneo in caso di assenza o di incapacità dello shōgun. Il tairō veniva nominato tra i fudai daimyō che lavoravano a stretto contatto con i Tokugawa.
Tutti i tairō del periodo Edo erano membri delle famiglie Sakai, Doi, Ii e Hotta. Due tairō furono uccisi in carica. Hotta Masatoshi fu ucciso nel 1684 da suo cugino, il wakadoshiyori Inaba Masayasu, al castello di Edo. Nel 1860, durante il periodo Bakumatsu, Ii Naosuke fu ucciso davanti alla porta di Sakurada da rōnin dei domini di Mito e Satsuma.

## Lista deitairō
| Nome                 | Inizio mandato   | Fine mandato      | Shogun                            |
| -------------------- | ---------------- | ----------------- | --------------------------------- |
| Sakai Tadayo         | 12 marzo 1636    | 19 marzo 1636     | Tokugawa Iemitsu                  |
| Doi Toshikatsu       | 7 novembre 1638  | 10 luglio 1644    | Tokugawa Iemitsu                  |
| Sakai Tadakatsu      | 7 novembre 1638  | 26 maggio 1656    | Tokugawa Iemitsu Tokugawa Ietsuna |
| Sakai Tadakiyo       | 29 marzo 1666    | 9 dicembre 1680   | Tokugawa Ietsuna                  |
| Ii Naozumi           | 19 novembre 1668 | 3 gennaio 1676    | Tokugawa Ietsuna                  |
| Hotta Masatoshi      | 12 novembre 1681 | 28 agosto 1684    | Tokugawa Tsunayoshi               |
| Ii Naooki            | 13 giugno 1696   | 2 marzo 1700      | Tokugawa Tsunayoshi               |
| Yanagisawa Yoshiyasu | 11 gennaio 1706  | 3 giugno 1709     | Tokugawa Tsunayoshi               |
| Ii Naooki            | 13 febbraio 1711 | 23 febbraio 1714  | Tokugawa Ienobu Tokugawa Ietsugu  |
| Ii Naoyuki           | 28 novembre 1784 | 1º settembre 1787 | Tokugawa Ieharu Tokugawa Ienari   |
| Ii Naoaki            | 28 dicembre 1835 | 13 maggio 1841    | Tokugawa Ienari Tokugawa Ieyoshi  |
| Ii Naosuke           | 23 aprile 1858   | 24 marzo 1860     | Tokugawa Iesada Tokugawa Iemochi  |
| Sakai Tadashige      | 1º febbraio 1865 | 12 novembre 1865  | Tokugawa Iemochi                  |